# Barracuda (filme de 1978)

Barracuda é um filme de 1978, dos géneros terror e suspense, escrito e realizado por Harry Kerwin e Wayne Crawford.

## Sinopse
Numa pequena localidade costeira na Florida, banhistas e mergulhadores começam a ser atacados por peixes; entretanto um técnico ambiental estuda a qualidade da água local.